# Experiência com Tokamak de Lítio
Recipiente de plasma de LTX.
O experimento com tokamak de lítio (LTX) é um dispositivo tokamak dedicado ao estudo do lítio líquido como um componente voltado para o plasma (PFC) no Laboratório de Física de Plasma de Princeton. LTX produziu seu primeiro plasma em setembro de 2008.

## Desempenho tokamak
Todos os principais tokamaks obtiveram seu melhor desempenho em condições de baixa reciclagem. Se uma parede totalmente não reciclável puder ser alcançada, a teoria prevê que a natureza básica do confinamento magnético será alterada.

## LTX-β
De 2016 a 2019, o LTX foi atualizado para se tornar LTX-β. A atualização aumentou o campo magnético em cerca de dois terços e adicionou 500 kW de aquecimento do injetor de feixe neutro. O LTX-β aproximadamente dobra aproximadamente o campo toroidal máximo (para 3,4 kG), a corrente do plasma (para 150 - 175 kA) e a duração da descarga (para 100 ms), mantendo a mesma geometria do plasma e o revestimento de alto Z aquecido apresentado no LTX .

### Relevância para fusão
A atualização de três anos transformou o LTX-β em um dispositivo mais quente, mais denso e mais relevante para a fusão que testará em 2021 como o revestimento de todas as paredes voltadas para o plasma com lítio líquido pode melhorar o confinamento e aumentar a temperatura do plasma.

Os principais recursos do LTX-β, uma versão menor das instalações de tokamak magnético em forma de rosca amplamente usadas que abrigam reações de fusão, incluem os seguintes fatores: Um injetor de feixe neutro para aquecer e alimentar o plasma; um campo magnético quase duplicado em comparação com o dispositivo anterior; e um sistema de evaporação duplo para revestir totalmente o lítio líquido em todas as superfícies voltadas para o plasma.